# Wendlandia longidens
Wendlandia longidens är en måreväxtart som först beskrevs av Henry Fletcher Hance, och fick sitt nu gällande namn av John Hutchinson. Wendlandia longidens ingår i släktet Wendlandia och familjen måreväxter. Inga underarter finns listade i Catalogue of Life.